# Euglossa chlorina
Euglossa chlorina är en biart som beskrevs av Dressler 1982. Euglossa chlorina ingår i släktet Euglossa, tribus orkidébin, och familjen långtungebin. Inga underarter finns listade.